# Lizotte Creek
Koordinaten: 77° 42′ S, 162° 28′ O
Der Lizotte Creek ist ein 2 km langer Schmelzwasserfluss im ostantarktischen Viktorialand. Im Taylor Valley fließt er von der südwestlichen Spitze des Matterhorn-Gletschers in südöstlicher Richtung zum nordwestlichen Abschnitt des Bonneysees. 
Das Advisory Committee on Antarctic Names benannte ihn 1996 nach dem Biologen Michael P. Lizotte von der University of Wisconsin, der ab 1985 die Physiologie und Ökologie von Algen in den permanent zugefrorenen Seen der Antarktischen Trockentäler untersucht hatte.